# Franco Maria Ricci
Franco Maria Ricci (Parma, 2 dicembre 1937 – Fontanellato, 10 settembre 2020) è stato un grafico, editore e designer italiano.

## Biografia
Nato in una famiglia aristocratica di origine genovese, dopo la laurea in geologia all'Università degli Studi di Parma, ha lavorato per Gulf Oil in Turchia e nel 1963  ha iniziato la sua attività di editore e artista grafico a Parma.  Ha progettato marchi, manifesti, pubblicazioni e si è dedicato allo studio dell'opera e dello stile di Giambattista Bodoni, di cui ha ristampato il Manuale Tipografico. L'inatteso successo che è seguito ai 900 esemplari di quella ristampa lo ha portato a investire ulteriori energie nella creazione di volumi estremamente raffinati.
Nel 1965 ha fondato la casa editrice FMR a Parma, che ha pubblicato edizioni d'arte e letterarie di pregio. Vanno ricordate le collane I segni dell'uomo, La Biblioteca di Babele curata da Jorge Luis Borges, Quadreria, Oratio dominica, Morgana, Le guide impossibili, Grand Tour. Tra le grandi opere si segnalano la ristampa dell'Encyclopédie di Diderot e d'Alembert (18 voll., 1970) e l'Enciclopedia dell'arte ART FMR (15 voll., 1990). 
Ha pubblicato il Codex Seraphinianus scritto dall'artista Luigi Serafini tra il 1976 e il 1978 e stampato nel 1981. 
Nel 1982, insieme a Laura Casalis e alcuni collaboratori come Giulio Confalonieri, Massimo Listri, Vittorio Sgarbi e Giovanni Mariotti, ha dato vita al periodico FMR, rivista d'arte che ha segnato il più grande successo della casa editrice tanto da avere edizioni in italiano, inglese, francese e spagnolo.
Nel 1998 la casa editrice FMR ha pubblicato l'Enciclopedia di Parma curata da Marzio Dall'Acqua, che ha coordinato circa 70 estensori delle voci.  
Nell'ottobre 2002 ha ceduto la casa editrice FMR all'azienda editoriale Art'è di Marilena Ferrari (1952-2012).
A partire dal 2005 si è dedicato, dopo anni di progettazione in collaborazione con l'architetto Pier Carlo Bontempi,  alla costruzione di un labirinto costituito da diversi tipi di bambù nella campagna presso Fontanellato. Il Labirinto della Masone è stato aperto al pubblico nel 2015. 
Nel 2017 in occasione del suo 80º compleanno è stato realizzato il film documentario Ephemere. La bellezza inevitabile con la regia di Simone Marcelli, in cui si ripercorrono la vita e le amicizie dell'editore. 
Sempre in quest'ultimo periodo ha fondato una casa editoriale che ha curato un piccolo numero di pubblicazioni di grande pregio edite da Franco Maria Ricci Editore.
Ha poi trasformato il Labirinto della Masone in un centro culturale organizzando mostre mercato di libri antichi di pregio, convegni di studio sull'utilizzo del bambù, mostre di pittura, concerti di musica classica.
Da tempo debilitato da una lunga malattia, è morto d'infarto nella sua casa di Fontanellato il 10 settembre 2020.
Il 29 dicembre 2020 gli eredi riacquistano il marchio FMR. L'omonima rivista torna ad essere pubblicata nel 2022 a cadenza trimestrale.